# Cervibunus ater
Cervibunus ater is een hooiwagen uit de familie Sclerosomatidae.